# Arabidopsis arenosa
Espèce
Classification phylogénétique
L'Arabette des sables (Arabidopsis arenosa) est une espèce de plantes herbacées de la famille des Brassicacées. 
Elle est présente principalement en Europe centrale.
C'est une bisannuelle à fleurs blanches ou lilas qui se rencontre sur des terrains sablonneux et les falaises calcaires.

## Description

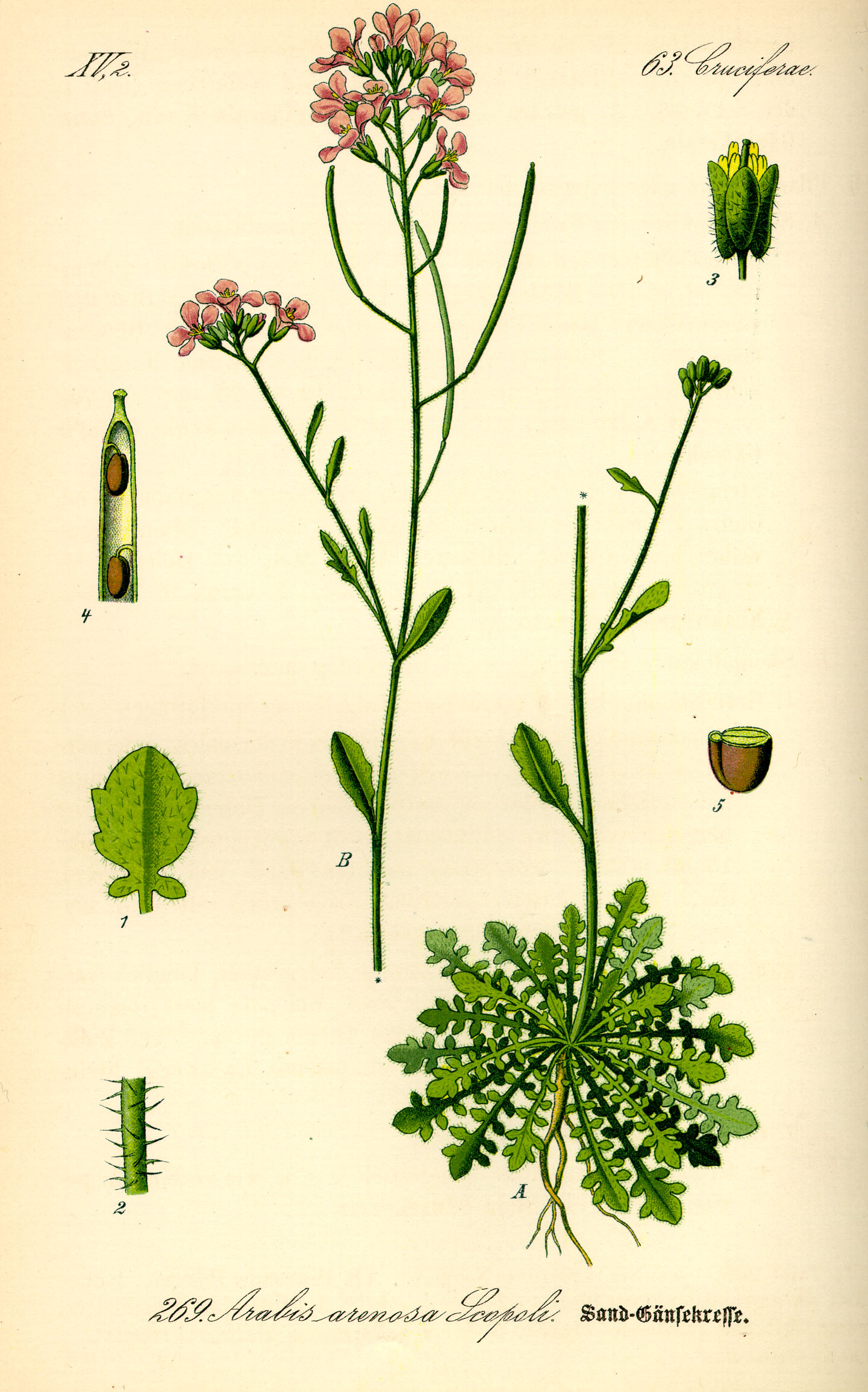
Arabidopsis arenosa.